# Parras de la Fuente
Parras de la Fuente è una centro abitato del Messico, situato nello stato di Coahuila, capoluogo del comune di Parras.